# 西粟倉站

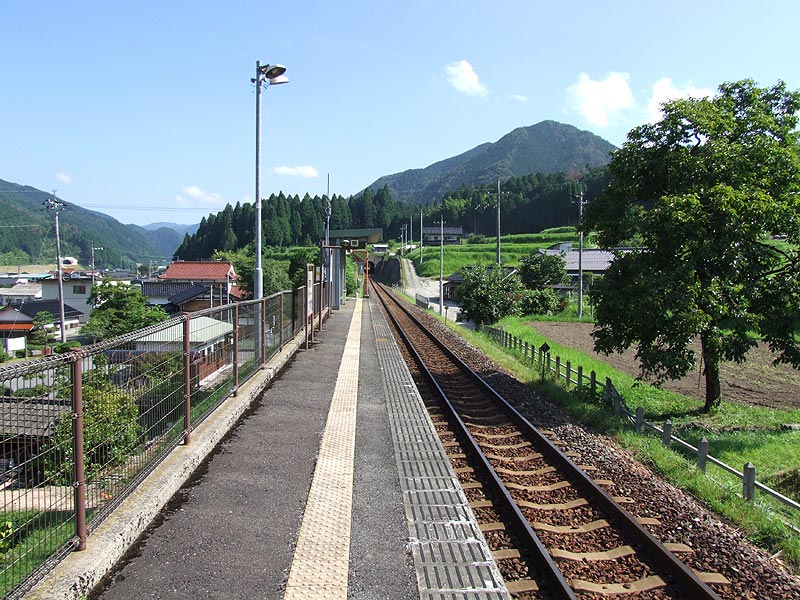
西粟倉站月台

西粟倉站（日语：／ Nishi-Awakura eki */?）是位於岡山縣英田郡西粟倉村長尾，智頭急行智頭線的車站。

## 歷史
- 1994年（平成6年）12月3日 - 智頭急行智頭線開通，此站啟用。

## 車站構造
車站是一座高架車站，設有1面1線的單式月台。智頭方向的列車會開啟左邊車門。此站是無人車站。地面處設有候車室，因此實際上沒有車站大樓。月台靠近智頭一方設有出入口。此站沒有自動售票機。候車室內設有廁所。

## 使用狀況
| 1日上下車人次變化 | 1日上下車人次變化 |
| 年度              | 1日平均人次       |
| ----------------- | ----------------- |
| 2018年            | 5                 |

## 車站周邊
- 影石郵局
- 西粟倉村公所
- 西粟倉村立西粟倉中學（日语：西粟倉村立西粟倉中学校）
- 西粟倉村立西粟倉小學（日语：西粟倉村立西粟倉小学校）
- 國道373號（日语：国道373号）

## 相鄰車站
智頭急行
■智頭線
大原－西粟倉－粟倉溫泉

## 注腳
1. ↑  国土数値情報(駅別乗降客数データ)  （页面存档备份，存于）（日語） - 國土交通省，2019年9月2日參閲

## 外部連結
- 西粟倉站 （页面存档备份，存于）（日語） - 車站大樓介紹